# Talagajaya (Pakisjaya)
Talagajaya is een bestuurslaag in het regentschap Karawang van de provincie West-Java, Indonesië. Talagajaya telt 3642 inwoners (volkstelling 2010).